# ألفرد إدوارد دورانت
ألفرد إدوارد دورانت (بالإنجليزية: Alfred Edward Durrant)‏ هو عسكري جنوب أفريقي، ولد في 4 نوفمبر 1864 في وستمنستر في المملكة المتحدة، وتوفي في 29 مارس 1933 في توتنهام في المملكة المتحدة.